# 珀拉斯凱縣 (維吉尼亞州)
珀拉斯凯縣（英語：Pulaski County）是美國維吉尼亞州西部的一個縣。面積854平方公里。根據美國2000年人口普查估計，共有人口35,127人。縣治珀拉斯凯（Pulaski）。
成立於1839年3月30日。縣名紀念在美國獨立戰爭中戰死的波蘭志願者卡西米爾·普瓦斯基。